# Wapno I (gromada)
Wapno I (od 1 I 1956 Wapno) – dawna gromada, czyli najmniejsza jednostka podziału terytorialnego Polskiej Rzeczypospolitej Ludowej w latach 1954–1972.
Gromady, z gromadzkimi radami narodowymi (GRN) jako organami władzy najniższego stopnia na wsi, funkcjonowały od reformy reorganizującej administrację wiejską przeprowadzonej jesienią 1954 do momentu ich zniesienia z dniem 1 stycznia 1973, tym samym wypierając organizację gminną w latach 1954–1972.
Gromadę Wapno I z siedzibą GRN w Wapnie (nie wchodzącym w skład gromady) utworzono – jako jedną z 8759 gromad na obszarze Polski – w powiecie wągrowieckim w woj. poznańskim, na mocy uchwały nr 40/54 WRN w Poznaniu z dnia 5 października 1954. W skład jednostki weszły obszary dotychczasowych gromad Graboszewo, Komasin i Stołężyn, ponadto miejscowość Podolin z dotychczasowej gromady Podolin, miejscowość Rusiec z dotychczasowej gromady Rusiec oraz miejscowość Srebrnagóra z dotychczasowej gromady Srebrnagóra – ze zniesionej gminy Wapno w tymże powiecie. Dla gromady ustalono 16 członków gromadzkiej rady narodowej.
1 stycznia 1959 do gromady Wapno włączono miejscowość Głogowiniec ze znoszonej gromady Panigródz w tymże powiecie.
31 grudnia 1959 z gromady Wapno wyłączono wieś Głogowiniec, włączając ją do gromady Kcynia w powiecie szubińskim w woj. bydgoskim.
Gromada przetrwała do końca 1972 roku, czyli do kolejnej reformy gminnej. 1 stycznia 1973 w powiecie wągrowieckim reaktywowano gminę Wapno, obejmującą również Wapno.